# لويس دي لوكسمبورغ، كونت سان بول
لويس دي لوكسمبورغ (بالفرنسية: Louis de Luxembourg-Saint-Pol)‏ (1418 - 19 ديسمبر 1475)؛ هو كونت سان بول، وبريين، ولينييه، وكونفيرسانو، هو عضو من فرع لينييه من أسرة لوكسمبورغ التي ينتهي نسله عند هاينريش الخامس، كونت لوكسمبورغ، وفضلاً عن ذلك هو كندسطبل فرنسا.
هو الابن البكر لوالده بيير دي لوكسمبورغ، كونت سان بول وزوجته مارغريت من باو، تزوجت شقيقته الكبرى جاكلين المعروفة جاكويتا دي لوكسمبورغ من جون لانكاستر، دوق بيدفورد الأول؛ بحيث كان لويس في البداية من مؤيدين لأل لانكاستر في حروب الوردتين الإنجليزية.
أصبح لويس وريث عمه جان الثاني دي لوكسمبورغ، كونت ليينيه ومع وفاته في 1441 أخذ الملك شارل السابع من فرنسا هذه الأملاك، بدأ لويس في التقارب من الملك في محاولة استعادة الميراث، وأيضا ادعى مقاطعة غيس ضد شارل، كونت ماين ولكن تم تسوية القضية من خلال زواج شارل من شقيقة لويس إيزابيل، واعتبرت هذه الأراضي المتنازعة عليها كـ مهر.
أصبح لويس صديق المقرب من الدوفين في المستقبل لويس الحادي عشر ملك فرنسا بحيث قاتل معه في فلاندرز ونورماندي، ولكن في 1465 كسر صداقته مع الملك وانضم إلى شقيقه شارل، دوق بيري خلال حرب الرخاء العام، بمعركة مونتلهري قاد جيوش شارل الجريء، ولكن بعد ذلك جعله لويس الحادي عشر كندسطبل فرنسا، ومع انتهاء الحرب بـ معاهدة كونفيلانس، تزوج مرة ثانية من شقيقة زوجة الملك ماريا من سافوي.
ومع ذلك لم يكن مخلصاً لـ ملك بحيث كان دائما التآمر ضد الملك سواء أكان مع شارل، كونت شاروليه أو إدوارد الرابع ملك إنجلترا، ولكن مع تجدد السلام بين لويس وإدوارد في أغسطس 1475 بحيث كان الملك غاضباً منه، وسرعان ما تم اعتقله في شهر سبتمبر من نفس العام بحيث سُجن في الباستيل وتم اعدم في شهر ديسمبر.
تزوج لويس مرتين أولا من جين دي بار، كونتيسة مارلى وسواسون؛ أنجبت له ستة أبناء منهم بيير الثاني دي لوكسمبورغ، كونت سان بول؛ ثم تزوج من ماريا من سافوي شقيقة الملكة شارلوت.